# Eduard Latypov
Eduard Ratmilevich Latypov –en ruso, Эдуард Ратмилевич Латыпов– (Hrodno, Bielorrusia, 21 de marzo de 1994) es un deportista ruso que compite en biatlón.
Participó en los Juegos Olímpicos de Pekín 2022, obteniendo tres medallas de bronce, en las pruebas de persecución, relevo y relevo mixto.
Ganó una medalla de bronce en el Campeonato Mundial de Biatlón de 2021 y una medalla de plata en el Campeonato Europeo de Biatlón de 2020.

## Palmarés internacional
| Juegos Olímpicos   | Juegos Olímpicos             | Juegos Olímpicos  | Juegos Olímpicos |
| Año                | Lugar                        | Medalla           | Prueba           |
| ------------------ | ---------------------------- | ----------------- | ---------------- |
| 2022               | Pekín (China)                | Medalla de bronce | Persecución      |
| 2022               | Pekín (China)                | Medalla de bronce | Relevo           |
| 2022               | Pekín (China)                | Medalla de bronce | Relevo mixto     |
| Campeonato Mundial |                              |                   |                  |
| Año                | Lugar                        | Medalla           | Prueba           |
| 2021               | Pokljuka (Eslovenia)         | Medalla de bronce | Relevo           |
| Campeonato Europeo |                              |                   |                  |
| Año                | Lugar                        | Medalla           | Prueba           |
| 2020               | Minsk-Raubichi (Bielorrusia) | Medalla de plata  | Relevo mixto     |